# Kodödkärrets naturreservat
Kodödkärrets naturreservat är ett naturreservat i Östhammars kommun i Uppsala län.
Området är naturskyddat sedan 2017 och är 105 hektar stort. Reservatet sträcker sig österut från sjön Vällen och består av lövrik granskog, blandskog, sumpskog och ädellövskog med ask, lind, ek och lönn.